# Fadenwürmer
Die Fadenwürmer (Nematoda), auch Nematoden (altgriechisch νῆμα nema, deutsch ‚Faden‘) oder Älchen genannt, sind ein sehr artenreicher Stamm des Tierreichs. Bislang wurden mehr als 20.000 Arten beschrieben, Schätzungen gehen aber von insgesamt 100.000 bis 10 Millionen Arten aus. Überdies sind die Nematoden wahrscheinlich die individuenreichste Gruppe unter den vielzelligen Tieren: Einer Schätzung zufolge stellen sie etwa 80 % aller vielzelligen Tiere. Es handelt sich zumeist um relativ kleine, weiße bis farblose, fädige Würmchen, die in feuchten Medien leben. Die Mehrzahl der Arten ernährt sich von Mikroben, es gibt aber auch räuberische und zahlreiche parasitäre Arten, die Pflanzen, Tiere und den Menschen befallen.
Fadenwürmer haben sich erfolgreich an nahezu jedes terrestrische und aquatische Ökosystem angepasst einschließlich extremer Lebensräume wie tieferer Bereiche der obersten Erdkruste und der Polarregionen. In vielen Lebensräumen stellen sie oft sowohl hinsichtlich der Individuenanzahl als auch der Artenvielfalt die größte Gruppe in der Metazoenfauna.

## Anatomie

Fadenwurm ♂
1 Mundöffnung
2 Darm
3 Kloake
4 Exkretionsorgan
5 Hoden
6 Circumpharyngealer Ring des Nervensystems
7 Dorsaler Hauptnervenstrang
8 Ventraler Hauptnervenstrang
9 Exkretionspore

### Körperbau
Nematoden sind triploblastische Urmünder (Protostomia). Sie haben eine typisch wurmförmige Gestalt, sind lang und im Querschnitt rund. Eine Segmentierung fehlt. Die Körperhöhle ist ein enges Pseudocoel, wie auch bei mehreren anderen Wirbellosen-Tierstämmen mit überwiegend wurmartigen und sehr kleinwüchsigen Vertretern.
Der größte Fadenwurm ist das in der Pottwal-Plazenta lebende Placentonema gigantissima. Weibchen erreichen eine Länge von bis zu 8,40 m und einen Durchmesser von 2,5 cm, die Männchen werden nur 4 m lang bei einem Durchmesser von 0,9 cm. Diese Art gehört zur Klasse der Secernentea (Unterklasse Spiruria, Familie Tetrameridae).

### Epidermis und Cuticula
Die Epidermis (Hautzellschicht) eines Fadenwurmes ist bemerkenswert, weil sie nicht wie bei anderen Tieren aus einzelnen Zellen besteht, sondern aus einer Masse des zellulären Materials, die nicht durch Membranen in einzelne Zellen unterteilt ist und mehrere Zellkerne besitzt. Solche Bildungen werden als Syncytium bezeichnet.
Die Epidermis sondert eine wesentlich dickere, mehrlagige Cuticula ab, die die Nematoden vor Austrocknung oder anderen ungünstigen Umweltbedingungen schützt, bei parasitischen Arten auch vor den Verdauungssäften des Wirtes. Neben den in heißen Quellen lebenden Arten wurden auch Arten gefunden, deren Cuticula ihnen ermöglicht, pH-Werte von 2,5 (z. B. Zitronensaft, Essig) bis 11,5 (z. B. Haushalts-Ammoniak) auszuhalten (siehe dazu auch folgende pH-Wert-Skala). Das Vorhandensein einer „steifen“ Cuticula in Verbindung mit der Längsmuskulatur (Nematoden haben fast keine Ringmuskeln) erlaubt ihnen nur eine schlängelnde Fortbewegung.
Die Cuticula besteht bei Fadenwürmern aus bis zu vier Schichten:
- Die innere Faserschicht besteht aus diagonal miteinander in entgegengesetzter Richtung laufenden Fasern. Diese Schicht trägt am meisten zur Festigkeit und Elastizität der Cuticula bei.
- Die Matrixschicht hat eine weniger definierte Struktur.
- Die Kortikalschicht besteht aus Kollagen.
- Die äußere Epicuticula ist lipidhaltig und wird bei einigen Gattungen zusätzlich von einer Lipidschicht bedeckt.

Viele Fadenwürmer weisen ein Muster aus Längsleisten auf, was als Synlophe bezeichnet wird. Große Bedeutung zur Artbestimmung hat es bei den Trichostrongyliden. Zudem gibt es Querfalten die dem Fadenwurm ein geringeltes Aussehen verleihen. Größe und Tiefe der Querrinnen könnten eine Anpassung an die Struktur des Substrats sein, Arten die auf sehr rauen Untergründen leben, haben meist deutliche Ringe und damit tiefe Rinnen. Wenn die Querstreifung die Synlophe unterbricht, kommt es zu einer Felderung (Areolation) der Oberfläche.

### Muskeln
Fadenwürmer besitzen wie die Rundwürmer zur Fortbewegung ausschließlich Längsmuskeln, die sich von Kopf bis Schwanz erstrecken. Die Muskelzellen bestehen aus drei Teilen:
- Dem Monocyton: Ein nicht zusammenziehbarer Teil, der die Zellkerne, die Mitochondrien und den Golgi-Apparat enthält.
- Einem zusammenziehbaren Teil, der die Actin- und Myosinfasern enthält.
- Dem Prozess, einem nicht zusammenziehbaren Teil der Muskelzellen, der Verbindungen mit anderen Muskelzellen oder Nerven eingehen kann.

Fortbewegung eines Nematoden (Caenorhabditis elegans)

Die Fadenwurmmuskeln liegen wie ein Schlauch unterhalb der Haut. Diese Einheit aus verschiedenen Geweben wird als Hautmuskelschlauch bezeichnet. Die starke Cuticula und der hohe Innendruck der Pseudocoelflüssigkeit, der zwischen 70 und 210 mm Hg liegt, stellen ein sogenanntes Hydroskelett dar. Zusammen mit den Längsmuskeln als Antagonisten kann sich der Fadenwurm schlängelnd fortbewegen oder einen Teil in die Höhe strecken.
Daneben gibt es Ringmuskeln, jedoch nur an Mund und After.

### Verdauungssystem

Verdauungs- und Geschlechtsorgane von C. elegans. Dreiteiliger rhabditiformer Ösophagus mit Präbulbus und terminalen Bulbus

Das Verdauungssystem beginnt mit der Mundöffnung, die von zwei bis acht Lippen umgeben ist. Manchmal sind anstatt von Lippen fingerartige Fortsätze, die Kopfpapillen, ausgebildet. Es können bis zu 40 Kopfpapillen auftreten, die dann eine Blätterkrone bilden. Die Mundöffnung führt in die Mundhöhle. Von dieser gelangt die Nahrung in die Speiseröhre (Ösophagus). Man unterscheidet bei den Larven drei Bautypen:
- Der rhabditiforme Ösophagus ist kurz vor dem Mitteldarm keulenförmig verdickt (Bulbus), davor liegt eine Verengung (Isthmus). Bei freilebenden Nematodenlarven kann vor der Verengung eine weitere leichte Anschwellung, der Präbulbus, ausgebildet sein, sodass der Ösophagus hier dreiteilig ist.
- Der filariforme oder strongylide Ösophagus ist röhrenförmig und nur am Ende leicht verdickt.
- Der trichuroide Ösophagus hat einen vorderen muskulösen und einen hinteren drüsenhaltigen Abschnitt.

Der gewundene Darm mündet auf dem Anus nach außen. Der hinter dem Anus gelegene Körperabschnitt wird als „Schwanz“ bezeichnet. Weibliche Nematoden haben einen Mastdarm (Rectum), männliche eine Kloake, die Darmausgang und Fortpflanzungsorgane beinhaltet.

### Nervensystem und Sinnesorgane
Das Nervensystem der Fadenwürmer ist sehr einfach aufgebaut. Es besteht aus einem den Pharynx (circumpharyngealen) bzw. den Ösophagus (circumoesophagealen) umschließenden Nervenring, von dem aus ein rücken- (dorsaler) und ein bauchseitiger (ventraler) Hauptstrang nach hinten ziehen. Es ist in der Lage, verschiedene einfache Reize wahrzunehmen und zu verarbeiten. Die Längsnerven sind direkt mit den Muskelzellen und dem Cytoplasma im Kontakt und erstrecken sich durch den ganzen Körper. Bemerkenswert ist dabei die Tatsache, dass, anders als bei anderen Tieren, bei denen sich die Nervenzellen zu den Muskeln hin ausbreiten, sich die Muskelzellen des Fadenwurms selbst zu den Nervenbahnen ausbreiten.
Im Kopfbereich liegen die chemorezeptorischen Amphiden, im Halsbereich die Deiriden und am Hinterende die Phasmiden. Letztere sind ebenfalls ein Paar chemosensorischer Organe in Form kleiner Papillen im seitlichen Schwanzbereich, die zur Orientierung und Kommunikation beitragen.

### Fortpflanzungsorgane
Die Fortpflanzungsorgane bestehen bei den Weibchen aus einem oder zwei röhrenförmigen Eierstöcken (Ovarium). Bei einigen Nematoden ist ein Samenspeicher (Receptaculum seminis) ausgebildet. Vom Eierstock führt ein mehr oder weniger deutlicher Eileiter (Oviductus) in den Uterus. Dieser führt über eine einfache Vagina oder einen Ovijektor zur äußeren Geschlechtsöffnung, der Vulva. Diese liegt nicht am Körperende. Die Verlagerung vom Körperende nach vorne stellt eine taxontypische Apomorphie dar.
Bei den Männchen ist eine Kloake am Körperende ausgebildet, die Samenleiter, Rektum und den Spicularapparat umfasst. Letzterer stellt das taxontypische Begattungsorgan dar und besteht aus paarigen, verhärteten, hakenförmigen Spicula (Singular: Spiculum), die in einer Tasche der Cuticula liegen und durch eine dorsale Führungsstruktur (Gubernaculum) in der Bewegung geleitet werden. Selten ist durch Reduktion oder Fusion nur ein Spiculum vorhanden. Die Spicula dienen nicht zum Samentransport, sondern verhaken das Männchen beim Begattungsakt in der Vulva des Weibchens, so dass die Spermien direkt aus dem Samenleiter übertragen werden können. Bei den meisten Protostrongylinae ist die Cuticula in der ventralen und lateralen Kloakenwand verdickt. Die Funktion dieser als Telamon bezeichneten Struktur ist unbekannt.

## Physiologie

### Ernährung
Die Nahrung ist unterschiedlich und reicht bei freilebenden Arten von Bakterien und Algen über Pilze, Aas und Fäkalien bis hin zu räuberisch erbeuteten Tieren. Am Mund befinden sich oft kleine Fortsätze, die zur Nahrungsaufnahme oder zum Tasten benutzt werden. Dort wird die Nahrung hineingezogen und durch starke Muskeln zerquetscht. Die Nahrung gelangt dann von dort in einen einfachen langen Darmraum, wo sie bearbeitet und verdaut wird. Nematoden besitzen kein Gefäßsystem, mit dem sie die Nahrungsbestandteile im Körper verteilen könnten. Stattdessen werden die Nährstoffe im Darmraum verarbeitet und von dort direkt durch die Wände zu den Körperzellen geleitet, wo sie gebraucht werden.
Im Darm können auch endosymbiotische Mikroorganismen (Bakterien und Pilze) vorkommen, die bei der Aufspaltung von bestimmten Nahrungsbestandteilen benötigt werden, z. B. für den Abbau von Cellulose. Daneben wurde bei wenigen Arten wie Bursaphelenchus xylophilus und der in Käfern lebenden Pristionchus pacificus endogene Cellulasen nachgewiesen. Für den Ursprung ihrer Cellulasegene wurde ein horizontaler Gentransfer, ausgehend von ihren Endosymbionten, verlautbart.

### Atmung
Die Sauerstoffaufnahme funktioniert ähnlich der Verdauung. Da die Nematoden keine Atmungsorgane und kein Gefäßsystem besitzen, wird der Sauerstoff durch die Haut aufgenommen und diffundiert direkt zu den Körperzellen.

### Fortpflanzung
Die Fortpflanzung erfolgt sexuell, meist mit zwei getrennten Geschlechtern. Die Männchen sind typischerweise kleiner als die Weibchen und haben oft einen charakteristisch gebogenen Schwanz. Allerdings sind auch selbstbefruchtende Hermaphroditen, wie zum Beispiel Caenorhabditis elegans, keine Seltenheit. Parasitische Arten haben oft einen recht komplizierten Lebens- und Fortpflanzungszyklus mit Generationswechsel, der mit Wirtswechsel oder Organwechsel im Wirt einhergehen kann. Hierbei können die Mikrofilarien, d. h. die Larven des Wurms, von Stechmücken aufgenommen werden und in der nächsten Entwicklungsstufe an andere Endwirte weitergegeben werden.

### Häutung
Die Nematoden häuten sich und werden deshalb sowie aufgrund von RNA-Untersuchungen innerhalb der Urmünder (Protostomia) zu den Häutungstieren (Ecdysozoa) gerechnet. Bei freilebenden Arten erfolgt die Entwicklung meist direkt mit vier Häutungen im Verlauf des Wachstums.

## Lebensräume
Nematoden kommen fast überall vor, im Meer, im Süßwasser und in terrestrischen Ökosystemen. Sie gelten allgemein als „häufig und omnipräsent“ und sind oft mit mehr Arten und Individuen in einem Ökosystem vertreten als alle anderen Gruppen vielzelliger Tiere (Metazoa). Sehr bedeutend sind sie in den Böden, wo sie mehrere der unteren trophischen Niveaus belegen. Des Weiteren haben Nematoden auch extreme Lebensräume besiedelt. Die Art Halicephalobus mephisto wurde in Südafrika in Kluft-Wässern in Tiefen von bis zu 3,6 Kilometern gefunden und ist damit das am tiefsten in der Erdkruste lebende vielzellige Tier. Andere bevölkern die Böden der McMurdo Dry Valleys in der Antarktis, wo sie extrem widrige Bedingungen, unter denen durch das Zusammenspiel von extremer Kälte, Salinität und Trockenheit faktisch kein Bodenwasser verfügbar ist, durch Eintreten in ein Ruhestadium (Anhydrobiose) überleben können. Es gibt auch eine erhebliche Anzahl parasitischer Arten, sowohl in Pflanzen (siehe etwa Rübenälchen) als auch in Tieren, einschließlich des Menschen. Zu den Nematoden, die den Menschen parasitieren und in seinem Darm leben, gehören zum Beispiel der Spulwurm (Ascaris lumbricoides), der Peitschenwurm (Trichuris trichiura), der Medinawurm (Dracunculus medinensis), der Madenwurm (Enterobius vermicularis) und der Zwergfadenwurm (Strongyloides stercoralis), wohingegen die Filarien Wuchereria bancrofti, Brugia malayi und Loa loa in den Lymphgefäßen bzw. im Unterhautfettgewebe leben. Bei starkem Befall können sich im Darm ganze Knäuel aus Fadenwürmern bilden (Wurmkonvolut) und Obturationen verursachen.
Die meisten freilebenden Nematoden sind mikroskopisch klein und gehören zur Meiofauna. Lediglich einige Tierparasiten können deutlich größer werden.

## Infektionswege und -strategien parasitischer Arten

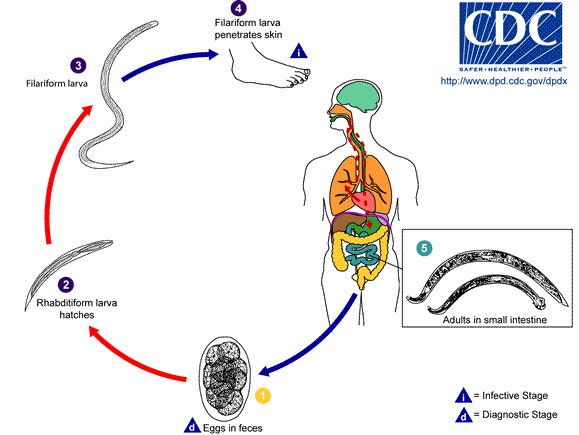
Lebens- und Fortpflanzungszyklus von Ancylostoma duodenale

Die Infektion bzw. Infestation von als Endwirt dienenden Säugetieren, einschließlich des Menschen, geschieht z. B. durch den Verzehr von rohem Fleisch, in dem sich bereits Larven (z. B. Trichinen) befinden, oder infolge der Aufnahme von Wurmeiern durch das Fressen von Kot (beispielsweise bei Hunden). Auch aufgrund mangelnder Hygiene fäkal (mit Wurmeiern) verunreinigte Lebensmittel  (Düngung von Nahrungspflanzen mit Gülle, kein Händewaschen nach Stuhlgang) können bei der Übertragung eine Rolle spielen. Bei mehreren Arten kann die Infektion aber auch durch aktives Eindringen von (filariformen) Larven durch die Haut geschehen (Hakenwürmer, z. B. Ancylostoma duodenale oder Necator americanus). Vertreter der Filarien wie Onchocerca volvulus, der Erreger der Flussblindheit, verbreiten sich in der Regel durch Insektenstiche.
Einige parasitische Nematodenarten sind im Hinblick auf ihren Lebens- und Fortpflanzungszyklus, wie auch parasitische Vertreter anderer Großgruppen von Wirbellosen oder Einzellern (vgl. u. a. → Verhaltensänderungen durch Toxoplasmose), in der Lage, das Verhalten und teils auch das äußere Erscheinungsbild ihrer Wirte zu manipulieren. Ein besonders komplexes Beispiel bietet Myrmeconema neotropicum. Dieser Vertreter bewirkt, dass sich der mit seinen Eiern gefüllte Gaster der als Zwischenwirt dienenden Ameisenart Cephalotus atratus von schwarz zu kräftig rot verfärbt. Die betroffenen Ameisen, die im Vergleich zu ihren nichtinfizierten Artgenossen bei Bedrängung faktisch kein aggressives Abwehrverhalten zeigen und keine Alarmpheromone produzieren, recken permanent den roten Hinterleib in die Höhe. Dies soll wahrscheinlich fruchtfressende, als Endwirt dienende Vögel anlocken und zur Aufnahme des sich leicht vom Rest des Körpers ablösbaren Gasters animieren.
Der Kiefernholznematode Bursaphelenchus xylophilus, ein in Deutschland und der Schweiz meldepflichtiger Quarantäneschaderreger, nutzt für seine Verbreitung Bockkäfer der Gattung Monochamus („Handwerkerböcke“) als Transportwirt.

## Taxonomie

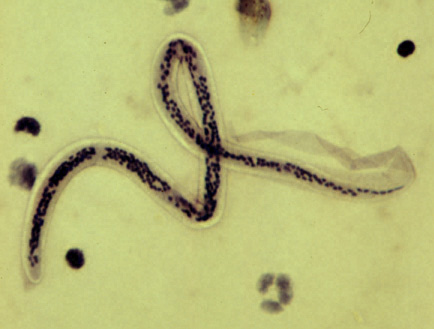
Wuchereria bancrofti

Die Nematoden wurden ursprünglich von Nathan Cobb im Jahr 1919 als Stamm Nemata eingeführt, später als Klasse Nematoda in einem nicht mehr gültigen Stamm Aschelminthes klassifiziert. Hier werden die Fadenwürmer als eigener Stamm geführt. Die vorliegende Einteilung entspricht der aktuellen Systematik von Hodda mit drei Klassen, acht Unterklassen und 32 Ordnungen.
- Klasse Enoplea
  - Unterklasse Enoplia
    - Überordnung Enoplica
      - Ordnung Enoplida
      - Ordnung Ironida
      - Ordnung Tripyloidida
      - Ordnung Alaimida
      - Ordnung Trefusiida

    - Überordnung Rhaptothyreica
      - Ordnung Rhaptothyreida

  - Unterklasse Oncholaimia
    - Überordnung Oncholaimica
    - Ordnung Oncholaimida

  - Unterklasse Triplonchia
    - Überordnung Triplonchica
      - Ordnung Triplonchida
      - Ordnung Tripylida
- Klasse Dorylaimea
  - Unterklasse Dorylaimia
    - Überordnung Dorylaimica
      - Ordnung Dorylaimida

  - Unterklasse Bathyodontia
    - Überordnung Mononchica
      - Ordnung Bathyodontida
      - Ordnung Mononchida
      - Ordnung Mermithida

  - Unterklasse Trichocephalia
    - Überordnung Trichocephalica
      - Ordnung Trichocephalida
      - Ordnung Marimermithida
      - Ordnung Dioctophymatida
      - Ordnung Muspiceida
- Klasse Chromadorea
  - Unterklasse Chromadoria
    - Überordnung Chromadorica
      - Ordnung Chromadorida
      - Ordnung Selachinematida
      - Ordnung Desmodorida
      - Ordnung Desmoscolecida

  - Unterklasse Plectia
    - Überordnung Monhysterica
      - Ordnung Monhysterida

    - Überordnung Plectica
      - Ordnung Leptolaimida
      - Ordnung Plectida
      - Ordnung Benthimermithida

    - Überordnung Teratocephalica
      - Ordnung Teratocephalida

    - Überordnung Rhabditica
      - Ordnung Diplogasterida
      - Ordnung Rhabditida
      - Ordnung Spirurida
      - Ordnung Rhigonematida
      - Ordnung Panagrolaimida
      - Ordnung Drilonematida

## Fossile Belege

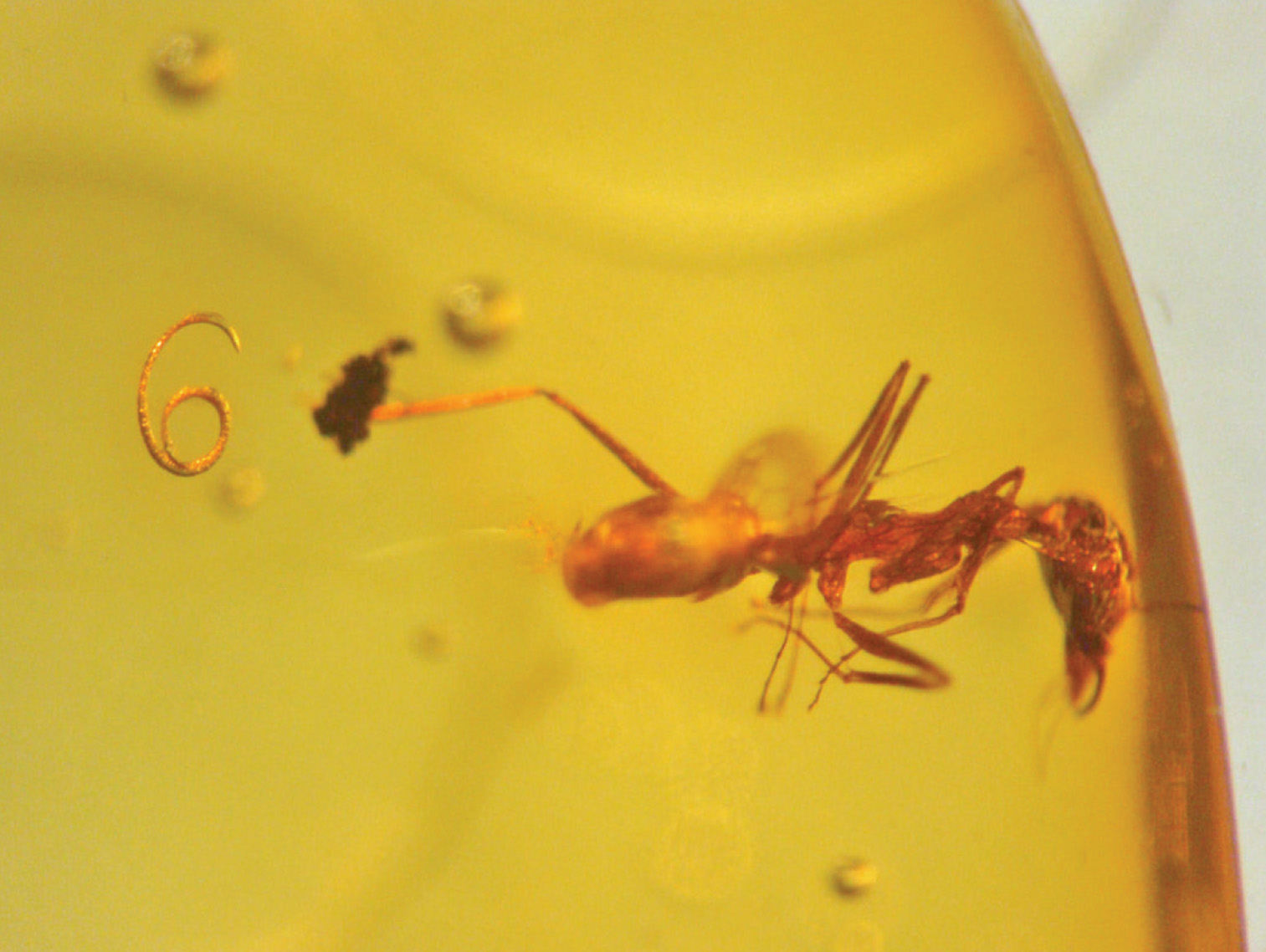
Heydenius myrmecophila links neben seinem Wirt, einer Ameise der Gattung Linepithema, beide eingeschlossen in Dominikanischem Bernstein (Oligozän-Frühes Miozän)

Nematoden besitzen keine über geologische Zeiträume hinweg gut erhaltungsfähigen und relativ leicht in Sedimentgestein identifizierbare Körperteile. Deshalb ist ihr Fossilbericht im Verhältnis zu ihrer weiten rezenten Verbreitung und Vielfalt sehr lückenhaft und geringumfänglich und beschränkt sich auf ganz bestimmte Erhaltungsformen oder sedimentäre Fazies.
Die meisten und am besten erhaltenen Nematoden-Fossilien wurden in Bernstein der Kreidezeit und des Tertiärs gefunden, wobei die ältesten dieser Exemplare aus der Unterkreide des Libanon kommen. Die ältesten direkten Fossilbelege (Körperfossilien) entstammen dem berühmten Rhynie Chert des Unterdevons von Schottland und sind zugleich auch die ältesten direkten Belege für parasitische Nematoden. Sie bestehen aus Eiern, Juvenilstadien und ausgewachsenen Individuen, die im substomatären Hohlraum („Atemhöhle“) der frühen Landpflanze Aglaophyton major entdeckt und 2008 unter dem Namen Palaeonema phyticum beschrieben wurden. Als Spurenfossilien freilebender mariner, infaunaler Nematoden gedeutete Sedimentstrukturen wurden aus Tonsteinen des Unterordoviziums der Hubei-Provinz Chinas beschrieben.
Im Kolyma-Tiefland in Sibirien wurden Nematoden gefunden, die ca. 46.000 Jahre lang im Permafrostboden konserviert waren. Obwohl sie seit dem Jungpleistozän eingefroren waren, konnten zwei Exemplare dieser Würmer, die als Panagrolaimus aff. detritophagus und Plectus aff. parvus identifiziert und später als Panagrolaimus kolymaensis erstbeschrieben wurden, erfolgreich wiederbelebt werden.

## Nematodenbekämpfung
Viele Nematodenarten sind Schädlinge in der Landwirtschaft und im Gartenbau, da sie durch ihr Eindringen in die Wurzelsysteme den Pflanzenstoffwechsel stark beeinträchtigen können. Gegen einen Nematodenbefall kommen verschiedene chemische Substanzen, die sogenannten Nematizide, sowie alternativ auch biologische Bekämpfungsmethoden, wie die Bepflanzung der befallenen Ackerflächen mit speziellen Nutzpflanzen (zum Beispiel resistenter Ölrettich, Tagetes und Senf), sowie thermische Verfahren, wie das Dämpfen (Bodendesinfektion) mit Heißdampf zur Bodenentseuchung zum Einsatz.

## Nutzung und Forschung
Die Art Caenorhabditis elegans ist aufgrund ihrer einfachen Haltung und der Zellkonstanz (Eutelie) zu einem beliebten Versuchstier der Genetiker geworden und fungiert als Modellorganismus. 
Der Nematode Pristionchus pacificus wurde als Satellitenorganismus zu Caenorhabditis elegans etabliert. Durch den Vergleich dieser beiden Arten kann erforscht werden, wie sich Entwicklungsprozesse – der Übergang vom Ei zum erwachsenen Organismus – im Laufe der Evolution verändern.
Außerdem werden Nematoden vermehrt als Nützlinge gegen Schnecken, Dickmaulrüssler, Trauermücken und andere Pflanzenschädlinge verwendet.
Als Teil der Raumfahrtmission STS-107 des US-amerikanischen Space Shuttles Columbia waren Anfang 2003 auch Fadenwürmer der Art Caenorhabditis elegans ins All geschickt worden, um deren Überlebensfähigkeit in einem Nährmedium zu erforschen. Aus den Trümmern der während der Landungsphase auseinandergebrochenen Raumfähre konnten einige Behältnisse mit den Fadenwürmern geborgen und noch nach mehreren Monaten überlebende Nachkommen dieser Würmer nachgewiesen werden.